# Saint John's Bay
Saint John's Bay est une localité de Terre-Neuve-et-Labrador. Située sur la côte sud de Terre-Neuve, sur la route 363.